# Simone Mareuil
Simone Mareuil (n. 25 august 1903, Périgueux, Aquitaine, Franța – d. 24 octombrie 1954, Périgueux, Aquitaine, Franța) a fost o actriță franceză, și este cunoscută în apariția filmului suprarealist Un Chien Andalou. 
Numele său real este Marie Louise Simone Vacher născută în Périgueux, Dordogne, ea a apărut într-o serie de filme, în special în Un Chien Andalou regizat de Luis Buñuel. A fost a doua soție a actorului Philippe Hersent. După al doilea război mondial, a revenit la Périgueux, unde a căzut într-o depresie profundă. S-a sinucis prin automutilare, arzându-se până la moarte într-o piață publică.